# Kreis Rappoltsweiler
| Basisdaten                      | Basisdaten                  |
| ------------------------------- | --------------------------- |
| Bundesstaat                     | Reichsland Elsaß-Lothringen |
| Bezirk                          | Oberelsaß                   |
| Verwaltungssitz                 | Rappoltsweiler              |
| Fläche                          | 459 km² (1910)              |
| Einwohner                       | 58.151 (1910)               |
| Bevölkerungsdichte              | 127 Einw./km² (1910)        |
| Gemeinden                       | 32 (1910)                   |
| Lage des Kreises Rappoltsweiler |                             |
|                                 |                             |

Der Kreis Rappoltsweiler war von 1871 bis 1920 ein deutscher Landkreis im Bezirk Oberelsaß des Reichslandes Elsaß-Lothringen. Das Gebiet des Kreises gehört heute zum Arrondissement Colmar-Ribeauvillé des französischen Départements Haut-Rhin. 

## Geschichte
Nachdem Elsaß-Lothringen durch den Frankfurter Friedensvertrag an das Deutsche Reich gefallen war, wurde 1871 aus dem bis dahin französischen Arrondissement Ribeauvillé der Kreis Rappoltsweiler gebildet. Nach dem Ende des Ersten Weltkrieges wurde der Kreis 1918 von Frankreich besetzt, kam am 17. Oktober 1919 unter französische Verwaltung und gehörte mit dem Inkrafttreten des Versailler Vertrages am 10. Januar 1920 wieder als Arrondissement Ribeauvillé dem französischen Staat an. 
Im Zweiten Weltkrieg stand Elsaß-Lothringen von 1940 bis 1944 unter deutscher Besatzung. Während dieser Zeit bildete das Gebiet des Arrondissements Rappoltsweiler den Landkreis Rappoltsweiler. Es wurde nicht im völkerrechtlichen Sinne annektiert, sondern war dem Reichsgau Baden-Elsaß unterstellt. Zwischen November 1944 und Februar 1945 wurde das Kreisgebiet durch alliierte Streitkräfte befreit und an Frankreich zurückgegeben. 

## Politik

### Kreisdirektoren
1871–187200Alexander Halm (1840–1913)
1872–188000Christian Feichter
1880–188200Carl Bergmann
1882–188900Karl Ott († 1923)
1889–189500Wilhelm Dall († 1925)
1895–189800von Blume
1898–190300Karl Sieveking (1863–1932)
1903–190800Heitmann
1908–191800Ottomar Weber († 1928)

### Landkommissar
1940–999900Julius Karg (1907–2004) (kommissarisch)

### Landräte
1940–194300Julius Karg
1943–194400Wolfgang Bechtold (kommissarisch)

## Einwohnerentwicklung
| Einwohner            | 1871   | 1890   | 1900   | 1910   |
| -------------------- | ------ | ------ | ------ | ------ |
| Kreis Rappoltsweiler | 67.093 | 61.848 | 61.064 | 58.151 |

Gemeinden mit mehr als 3000 Einwohnern (Stand 1910):
| Markirch                 | 11.778 |
| Rappoltsweiler           | 5.846  |
| Sankt Kreuz im Leberthal | 3.602  |
| Urbeis                   | 4.485  |

## Gemeinden
Im Jahre 1910 umfasste der Kreis Rappoltsweiler 32 Gemeinden:
| - Altweier - Ammerschweier - Bebelnheim - Bennweier - Bergheim - Deutsch-Rumbach - Diedolshausen - Gemar | - Hunaweier - Illhäusern - Ingersheim - Katzenthal - Kaysersberg - Kienzheim - Leberau - Markirch | - Mittelweier - Niedermorschweier - Ostheim - Rappoltsweiler - Reichenweier - Rodern - Rorschweier - Sankt Kreuz im Lebertal | - Sankt Pilt - Schnierlach - Sigolsheim - Thannenkirch - Urbach - Urbeis - Zell - Zellenberg |